# Алулим
Алулим (сумерски: 𒀉𒇻𒅆) био је митолошки месопотамски владар, који се сматра првим краљем који је икада владао. Познат је из Списка краљева Сумера, Баладе о раним владарима и других сличних извора који га неизоставно смештају у Ериду и приписују му владавину која је трајала хиљадама година. Плоча из периода Старог вавилонског царства (око 1900–1600. п. н. е.) пронађена у Уру, која описује Алулимово уздизање на власт од стране богова, наводи да је он изабран међу „многобројним људима” и одређен за „пастирску бригу о свим људима”. Постоји и други мит који описује његово уздизање на власт од стране богова, као и магијске инкантације у којима се помиње као творац инсеката. Алулим се не појављује у изворима из раног династичког периода, а асиролози га сматрају измишљеном личношћу. Његово име је очувано у каснијим грчким, арапским и персијским делима.

## Име
Алулимово име је клинастим писмом записивано као А2-лу-лим или А-лу-лим и може се превести са сумерског као „рог црвеног јелена” или „семе црвеног јелена”, у зависности од првог знака који варира. Џеремаја Питерсон сугерише да би ово могло одражавати месопотамско веровање да су се људи у праскозорје историје, када се веровало да је Алулим живео, понашали налик животињама, што је потврђено у текстовима као што су Овца и жито или Како је жито дошло у Сумер. Још један потврђени облик имена, Алулу, записиван као А-лу-лу, можда представља акадијанизовану верзију. Име Ајалу, познато из Урушког списка краљева и мудраца (у пару са апкалуом Адапом), где је записано као А-а-лу, чини се као још једна варијанта, настала преобликовањем на основу делимично хомофонске речи ayyalu, што значи „јелен”.
Име Алулим није потврђено ни у једном извору из раног династичког периода и никада није коришћено као обично лично име. Једине индиректне паралеле су појаве појединаца са именом Алулу (са различитим облицима писања) у раним текстовима из Фаре и других предсаргонских налазишта.

## Владавина
Асиролози сматрају Алулима измишљеном личношћу. Помињање његовог имена углавном је ограничено на спискове легендарних древних владара. Традиционално је сматран првим месопотамским краљем, а његова владавина је смештена у период пре митског Великог потопа. Сви познати извори који набрајају праисконске краљеве доследно наводе да је живео у Еридуу, осим у случајевима када градови нису уопште поменути. Ова традиција одражава перцепцију Еридуа као града од посебног симболичког значаја. Његова владавина је описана као натприродно дуга. Дужина његове владавине је постала пословични израз за нешто изузетно дуготрајно, што показује и писмо астролога Ашаредуа неименованом вавилонском краљу, у којем му жели да га богови Вавилона благослове „годинама Алулуа”. Према Списку краљева Сумера, Алулим је владао 28.800 година, након чега га је наследио Алалнгар, који је владао 36.000 година. Међутим, садржај овог списка се не сматра историјски веродостојним и не може се користити за реконструкцију ране месопотамске хронологије. Не постоји доказ да је лик Алулима преузет из неког старијег извора. Друга традиција о дужини његове владавине сачувана је у Балади о раним владарима, где је наведено да је владао 36.000 година. Према Ирвингу Финкелу, други слични текстови дају још различитих бројки, као што су 36.200 година или 67.200 година.

## Историјски извори
Плоча Постанка Еридуа из Ура описује уздизање Алулима на власт. Богови одговорни за именовање Алулима у овом тексту су Ан, Енлил и Енки, који су такође заслужни за његово именовање. Џеремаја Питерсон примећује да граматика овог дела можда не означава Алулима као човека, што би могло да указује на то да у овом контексту његово име није лично име, већ само опис ентитета изабраног за владара.
У делу Балада о раним владарима, познатом по великом броју алузија на друга дела месопотамске књижевности, Алулим је наведен међу славним древним личностима, заједно са Етаном, Гилгамешом, Зиусудром, Хумбабом, Енкидуом, Базијем и Зизијем. Чињеница да су у овом списку поменути краљеви повезани и са јужним градовима (попут Алулима), и са северним (попут Етане), можда указује на то да је дело настало током сеобе писара са југа на север у доба Старог вавилонског царства. Бендт Алстер примећује да ово дело набраја чувене легендарне личности у наизглед хумористичком контексту, како би објаснила потребу да се пронађе радост у садашњости.
Алулим се помиње и у неовавилонским инкантацијама против штеточина, где је признат као „краљ од пре потопа”, али је у овом контексту такође приказан као створитељ инсеката. Описан је као неко ко их може протерати штапом и као задужен за уклањање корова са поља која припадају Нергалу. Иначе, у месопотамској традицији, истеривање инсеката било је у домену богова Нинкилима и Енугија, па није познато како је Алулим добио ову улогу. Исти текстови такође наводе да је веровано да ужива у млеку, маслацу и пиву, али да није могао да поднесе „краљицу Нисабу”, што је овде метоним за жито.
Иако се у ранијој традицији Адапа помиње као послепотопски владар Еридуа, у каснијој традицији, он је приказан као Алулимов везир. Веровало се да му је преносио мудрост у име бога Еа. Пјотр Стајнкелер предлаже да је Алулим можда сам био посматран као мудар лик сличан Адапи, иако признаје да не постоје извори који пружају детаљне информације о томе како је Алулим био схваћен у месопотамској традицији. Повезаност између Алулима и Адапе потврђена је у хеленистичким списковима владара и мудраца, као и у ранијем оштећеном тексту из Султантепе, који је означен као писмо од Адапе до Алулима, у складу са конвенцијом тзв. „писарских писама”. Међутим, друга традиција уместо тога повезује Адапу са временом другог митског краља, Енмеркара.

## Могући утицај на друге митолошке фигуре
Екхарт Фрам је оквирно предложио могућност да је вокалски образац у алтернативном облику Алулимовог имена, Алулу, могао да утиче на формирање имена Пазузу. Референца на Алулуа појављује се у оштећеном контексту у тешко оштећеном средњоасирском (или каснијем) тексту из Асура, који га можда повезује са Пазузуом, уколико је реконструкција овог имена тачна. Међутим, због стања очуваности, садржај овог текста је тренутно немогуће интерпретирати.
Мери Р. Бахварова примећује да у хуритској Песми о рођењу, првобитно божанство Алалу, које се јавља као први „краљ на небу” (краљ богова), носи име слично Алулимовом. Она предлаже да је овај текст можда био под утицајем Списка краљева Сумера, тако да су владавине првих божанских владара обликоване према традицији која се односила на ране месопотамске легендарне краљеве.

## Каснији значај
Грчка верзија Алулимовог имена, Алорос (старогрчки: Ἄλωρος), позната је из навода Беросове Вавилонике, које су сачували аутори попут Јевсевија и Синкела. Беросов извештај о раним краљевима заснивао се на традицији познатој из Списка краљева Сумера. Он наводи да је Алорос владао 36.000 година и да га је наследио Алапарос (старогрчки: Αλαπαρος), за кога се претпоставља да је адаптација имена Алалнгар. Беросово дело је касније делимично еухемеризовао Анијан Александријски, који је његове записе повезао са традицијама о Еноху и Постанку. Његово дело је, заузврат, утицало на радове астролога Абу Машара ал-Балхија и на Ал-Бирунијев Канун, који су наведени као извори у Табакат-и Насири Минхаџ-и Сираџ Џузџанија (написаном 1259–1260. године). У овом делу, изведени облик Алороса, Ајлурус (арап. الوروس), представљен је као први краљ народа који се супротставио дивовима. Џузџани га у свом извештају изједначава са Гајумартом.